# Domingos Maria Frutuoso
D. Frei Domingos Maria Frutuoso, no século Manuel Rosa Frutuoso, O.P., (Santarém, Santa Iria da Ribeira de Santarém, 13 de Fevereiro de 1867 — 6 de Julho de 1949) foi um bispo católico português.
Frequentou o Seminário de Santarém, tendo entre 1888 e 1893 sido ali professor e prefeito, ensinando latim e geografia.
Em 15 de Junho de 1889 foi ordenado sacerdote, sendo nomeado pároco de Santa Maria de Óbidos, mantendo-se professor no Seminário.
A 15 de Outubro de 1893 entrou na Ordem dos Pregadores, no Convento de Maria Madalena em Saint Maxim-Var (França) assumindo o nome religioso de Domingos Maria.
Estudou Teologia no Instituto Católico de Toulouse e em 1897 regressou a Portugal. Tornou-se pregador itinerante, tendo sido confessor no Colégio do Bom Sucesso. Foi preceptor religioso dos filhos da Rainha D. Amélia, o Princípe D. Luís Filipe e D. Manuel.
Fugido de Portugal, em virtude da perseguição religiosa iniciada com a instauração do regime republicano em 1910, regressou apenas em 1913. Em 27 de Dezembro de 1920 foi sagrado bispo de Portalegre. 